# 一車四仆
《一車四仆》（前名：我為車狂）是一部於2019年上映的中國喜剧電影，並由殷国君執導。王自健、胡杏兒、袁成杰、钟夫翔領銜主演。該片原定2015年上映，但後來延期至2019年11月16日在中國上映。

## 劇情簡介
《我為車狂》讓四個本來職業、性別、追求，性格完全不同的陌生人，聚在了一起。因為一個共同需求，面臨一個共同的尷尬，經歷一個共同的輝煌，明白一個共同的道理。

## 演員表

### 主要角色
| 演員   | 角色   | 介紹                                      |
| 王自健 | 周小俊 | 紅酒店老闆 因為沒有好車做生意屢屢碰壁     |
| 袁成杰 | 钟满满 | 特約演员 因為沒有好車拍戲總沒有好角色     |
| 钟夫翔 | 吴亦飞 | 車迷 因為沒有好車總得不到女生青睞         |
| 胡杏兒 | 馬麗蘇 | 时尚设计师 因為沒有好車裝修設計款老結不到 |

### 其他角色
| 演員   | 角色     | 介紹                                  |
| 李菁   |          |                                       |
| 何文辉 |          |                                       |
| 苑瓊丹 |          |                                       |
| 那威   |          |                                       |
| 方清平 |          |                                       |
| 孙心娅 |          |                                       |
| 九孔   | 刘德利   | 裝修公司老闆 因經常欠錢不還而被人追討 |
| 孙涛   | 林阳     |                                       |
| 殷國君 | 餐厅老闆 | 客串                                  |

## 記事
- 2015年5月13日，《我為車狂》首次公佈演員名單。
- 2015年5月31日，電影於江蘇殺青。
- 2018年10月17日，《我為車狂》片方发布一组剧照。
- 2019年10月28日，《我為車狂》宣佈更改片名為《一車四仆》，並同時宣佈於2019年11月16日上映。
- 2019年11月4日，《一車四仆》於社交媒体新浪微博發佈首發預告片。
- 2019年11月7日，《一車四仆》於上海1886德国汽车餐厅舉行媒体见面会。主要演员王自健、胡杏兒、钟夫翔，导演殷国君、制片人宋一凡有出席。
- 2019年11月13日，《一車四仆》於北京广播大厦10楼观云阁舉行首映新闻發佈会。主要演员王自健、胡杏兒、钟夫翔，其他角色之一九孔、导演殷国君、制片人宋一凡有出席。

## 軼事
- 本電影是第一男女主角王自健、胡杏兒首度合作，及後在2017年上映的電影《瑪格麗特的春天》（前名為《在澳門説我願意》）再度合作。
- 本電影其他角色之一苑琼丹及第一女主角胡杏兒繼2011年播出的劇集《歡喜婆婆俏媳婦》及2012年播出的劇集《金玉滿堂》後第3次合作。

## 外部連結
- 豆瓣电影上《一車四仆》的資料 （简体中文）